# L.A. konfidentiellt (film)
L.A. konfidentiellt (originaltitel: L.A. Confidential) är en amerikansk neo-noir/thrillerfilm från 1997 och i regi av Curtis Hanson.
Den är baserad på James Ellroys kriminalroman L.A. konfidentiellt från 1990.

## Handling
Filmen utspelar sig i Los Angeles 1953. Efter ett mord i cafeterian Nite Owl börjar tre poliser Jack (Kevin Spacey), Bud (Russell Crowe) och Edmund (Guy Pearce) i LAPD ta reda om mordet i olika vägar. Poliserna hittar fler ledtrådar hos vittnen, men finns det någon man kan lita på i änglarnas stad?

## Rollförteckning (urval)
| Kevin Spacey     | – Sgt. Jack Vincennes            |
| Russell Crowe    | – Officer Wendell 'Bud' White    |
| Guy Pearce       | – Det. Lt. Edmund Jennings Exley |
| James Cromwell   | – Capt. Dudley Liam Smith        |
| Kim Basinger     | – Lynn Bracken                   |
| Danny DeVito     | – Sid Hudgens                    |
| David Strathairn | – Pierce Morehouse Patchett      |
| Ron Rifkin       | – Dist. Atty. Ellis Loew         |
| Matt McCoy       | – Brett Chase                    |
| Symba Smith      | – Karen                          |

## Mottagande
| År   | Pris  | Resultat  | Kategori                  | Person                                             |
| ---- | ----- | --------- | ------------------------- | -------------------------------------------------- |
| 1998 | Oscar | Vann      | Bästa kvinnliga biroll    | Kim Basinger                                       |
| 1998 | Oscar | Vann      | Bästa manus efter förlaga | Brian Helgeland, Curtis Hanson                     |
| 1998 | Oscar | Nominerad | Bästa scenografi          | Jeannine Claudia Oppewall, Jay Hart                |
| 1998 | Oscar | Nominerad | Bästa foto                | Dante Spinotti                                     |
| 1998 | Oscar | Nominerad | Bästa regissör            | Curtis Hanson                                      |
| 1998 | Oscar | Nominerad | Bästa klippning           | Peter Honess                                       |
| 1998 | Oscar | Nominerad | Bästa filmmusik           | Jerry Goldsmith                                    |
| 1998 | Oscar | Nominerad | Bästa film                | Arnon Milchan, Curtis Hanson, Michael G. Nathanson |
| 1998 | Oscar | Nominerad | Bästa ljud                | Andy Nelson, Anna Behlmer, Kirk Francis            |

Filmen förlorade de 7 Oscarnomineringarna mot Titanic.